# Liste der Kulturdenkmäler in Mandel
In der Liste der Kulturdenkmäler in Mandel sind alle Kulturdenkmäler der rheinland-pfälzischen Ortsgemeinde Mandel aufgeführt. Grundlage ist die Denkmalliste des Landes Rheinland-Pfalz (Stand: 2. August 2023).

## Denkmalzonen
| Bezeichnung                            | Lage                                                | Baujahr  | Beschreibung                                                                        | Bild            |
| -------------------------------------- | --------------------------------------------------- | -------- | ----------------------------------------------------------------------------------- | --------------- |
| Denkmalzone Jüdischer Friedhof         | nördlich des Ortes; Flur Auf dem Judenkirchhof Lage | vor 1821 | vor 1821 angelegt, etwa 40 Grabsteinen des 19. und des Anfangs des 20. Jahrhunderts | Fotos hochladen |
| Denkmalzone Kleiner jüdischer Friedhof | nördlich des Ortes; Flur Auf dem Judenkirchhof Lage | um 1930  | um 1930 angelegt, drei Grabsteine um 1930                                           | Fotos hochladen |

## Einzeldenkmäler
| Bezeichnung                     | Lage                                          | Baujahr                    | Beschreibung | Bild                                    |
| ------------------------------- | --------------------------------------------- | -------------------------- | --- | --------------------------------------- |
| Haus Dreher                     | Alte Rathausstraße 4 Lage                     | 1594                       | Fachwerkhaus, verputzt, bezeichnet 1594 | BW                                      |
| Hofanlage                       | Alte Rathausstraße 17 Lage                    | 1815                       | ehemalige Sirupfabrik; Hofanlage, 19. Jahrhundert; dreigeschossiger Krüppelwalmdachbau, bezeichnet 1815, im Kern wohl älter | Fotos hochladen                         |
| Wohnhaus                        | Alte Rathausstraße 25 Lage                    | um 1700                    | barockes Fachwerkhaus, teilweise massiv, um 1700 | BW                                      |
| Katholische Kirche St. Antonius | Kreuznacher Straße 37 Lage                    | 1897                       | romanisierender Backsteinbau, 1897, Architekt Lambert von Fisenne, nach Brand 1948 Wiederaufbau | Fotos hochladen                         |
| Hofanlage                       | Schloßstraße 5 Lage                           | Mitte des 18. Jahrhunderts | Hofanlage; barocker Krüppelwalmdachbau, Fachwerk verputzt, Mitte des 18. Jahrhunderts; gusseiserner Pumpbrunnen | BW                                      |
| Evangelische Kirche             | Schloßstraße 16 Lage                          | 1829/30                    | spätklassizistischer Saalbau, 1829/30, von Kreisbauinspektor Ludwig Behr, Bad Kreuznach, mit ortsbildprägendem Fassadenturm über mächtiger Stützmauer; im Süden an der Schloßstraße weitere Stützmauer, darunter der sogenannte Schloss-Weinkeller, 16. oder 17. Jahrhundert; bauliche Gesamtanlage | Fotos hochladen                         |
| Jagdschloss Mandel              | Schloßstraße 18 Lage                          | 1624                       | ehemaliges Schloss der Ritter von Koppenstein; Renaissancebau mit Treppenturm, bezeichnet 1624, Ringmauerreste mit Schalentürmen; Wappenstein 1722 | weitere Bilder Fotos hochladen          |
| Evangelischer Pfarrhof          | Schloßstraße 24 Lage                          | 1789–91                    | frühklassizistischer Walmdachbau, 1789–91, Bauinspektor Schweitzer, Kirchheimbolanden; barocke Scheune | Fotos hochladen                         |
| Hofanlage                       | Sponheimer Straße 1 Lage                      | 1746                       | Hofanlage; barocker Krüppelwalmdachbau, Fachwerk, teilweise massiv, bezeichnet 1746 | Fotos hochladen                         |
| Hofanlage                       | Sponheimer Straße 7 Lage                      | 18. Jahrhundert            | Hofanlage; barockes Fachwerkhaus, teilweise massiv, 18. Jahrhundert, Fachwerkscheune, teilweise massiv, Toranlage bezeichnet 1775 | BW                                      |
| Schulhäuser                     | Sponheimer Straße 20 und 22 Lage              | Mitte des 19. Jahrhunderts | katholisches und evangelisches Schulhaus; kubische Zeltdachbauten, Mitte des 19. Jahrhunderts | BW                                      |
| Inschrifttafel                  | Zur alten Trift, an Nr. 1 Lage                | 1730                       | Inschrifttafel, Holz, bezeichnet 1730 | BW                                      |
| Wegweiser                       | an der K 50                                   | 19. Jahrhundert            | Sandstein-Obelisk, 19. Jahrhundert (abgängig?) | Direkt Bild zu diesem Denkmal hochladen |
| Weinbergshaus                   | nördlich des Ortes; Flur Im Palmengarten Lage | spätes 19. Jahrhundert     | gründerzeitlicher Backsteinbau, Belvedere, wohl aus dem späten 19. Jahrhundert | Fotos hochladen                         |